# Sonata per a flauta dolça en fa major (HWV 369)
La Sonata per a flauta dolça en fa major (HWV 369) fou composta abans de 1712 per Georg Friedrich Händel. Està escrita per a flauta dolça i clavicèmbal; el manuscrit autògraf, una còpia feta probablement el 1712, indica aquesta instrumentació en italià: "flauto e cembalo". L'obra també es coneix com a Opus 1 núm. 11, i fou publicada el 1732 per Walsh. Altres catàlegs de música de Händel la referencien com a HG xxvii,40; i HHA iv/3,52.
Händel va fer un arranjament d'aquesta sonata en el seu Concert per a orgue en fa major (HWV 293).
Ambdues edicions, la de Walsh i la de Chrysander, detallen que l'obra és per a flauta dolça (flauto), i la van publicar com a Sonata XI.

## Moviments
La sonata consta de quatre moviments:
| Moviment | Tipus     | Signatura clau | Signatura de temps | Bars | Notes |
| -------- | --------- | -------------- | ------------------ | ---- | --- |
| 1        | Larghetto | Fa major       | 3/4                | 44   | Acaba amb una semicadència sobre la dominant (un acord de do major). |
| 2        | Allegro   | Fa major       | 4/4                | 28   | Té dues seccions (14 i 14 compassos), cadascuna amb signes de repetició. La primera secció conclou amb una cadència autèntica sobre un acord en do major. La segona secció comença en do major. |
| 3        | Siciliana |                | 12/8               | 11   | Comença en re menor. Conclou amb una semicadència frígia sobre un acord de dominant (la major).                                                                                                 |
| 4        | Allegro   | Fa major       | 12/8               | 28   | Té dues seccions (8 i 20 compassos), cadascuna amb signes de repetició. |

(Els moviments no contenen signes de repetició llevat que s'indiqui. El nombre de compassos està agafat de l'edició de Chrysander, i és el nombre que apareix en el manuscrit, sense incloure signes de repetició.)